# Coppa Bernocchi 1989
La Coppa Bernocchi 1989, settantunesima edizione della corsa, si svolse il 14 agosto 1989 su un percorso di 239 km. Era valida come evento del circuito UCI categoria CB1.1. La vittoria fu appannaggio del danese Rolf Sørensen, che terminò la gara in 5h32'06", alla media di 43,18 km/h, precedendo gli italiani Mario Cipollini e Stefano Colagè. L'arrivo e la partenza della gara furono a Legnano.

## Ordine d'arrivo (Top 10)
| Pos. | Corridore          | Squadra       | Tempo    |
| ---- | ------------------ | ------------- | -------- |
| 1    | Rolf Sørensen      | Ariostea      | 5h32'06" |
| 2    | Mario Cipollini    | Del Tongo     | s.t.     |
| 3    | Stefano Colagè     | Titanbonifica | s.t.     |
| 4    | Pëtr Ugrjumov      | Alfa Lum      | s.t.     |
| 5    | Marco Vitali       | Atala         | s.t.     |
| 6    | Michele Moro       | Selca         | s.t.     |
| 7    | Francesco Cesarini | Ariostea      | s.t.     |
| 8    | Marino Amadori     | Del Tongo     | s.t.     |
| 9    | Andrei Tchmil      | Alfa Lum      | a 51"    |
| 10   | Angelo Lecchi      | Del Tongo     | a 51"    |